# Manhartsberg
Manhartsberg är en låg, mjuk bergsrygg i det österrikiska förbundslandet Niederösterreich. Den sträcker sig från Wagram i söder ca 15 km norrut. Högsta höjd är 537 m ö.h.. Längs bergets västsida rinner floden Kamp. Sluttningarna ner mot floden ingår i naturparken Kamptal-Schönberg.
Manhartsberget bildar gränsen mellan de två regionerna Waldviertel i väst och Weinviertel öster om berget. 
Vid Maissau finns ametystfyndigheter.